# 남중부검은코뿔소
남중부검은코뿔소(South-central black rhinoceros)는 검은코뿔소의 아종이다. 동물학 명명법의 규칙에 따라, 남중부검은코뿔소는 이름 없는 이름인 "Diceros bicornis keitloa"(Smith, 1836)로 알려져야 한다. 비록 그것이 검은코뿔소 종들 중 가장 많은 종이었음에도 불구하고 그것은 여전히 IUCN 적색목록에 의해 심각하게 멸종 위기에 처해있다. 다른 검은코뿔소 종들처럼 그것은 전순한 입술을 가지고 사바나 서식지에서 산다.

## 범위
남중부검은코뿔소는 한때 탄자니아 서부와 남부에서부터 말라위, 잠비아, 짐바브웨, 모잠비크를 거쳐 남아프리카 공화국의 북쪽과 동쪽에 걸쳐 있었다. 그것은 또한 아마도 콩고 민주 공화국, 북부 앙골라, 그리고 동부 보츠와나에서 일어났을 것이다. 오늘날 남중부검은코뿔소의 거점 개체수는 북동쪽 남아프리카 공화국에 있고, 짐바브웨의 적은 규모이며, 에스와티니에 남아 있는 적은 개체수이다. 남중부검은코뿔소는 멸종했지만 말라위, 보츠와나, 잠비아에 다시 소개되었다. 모잠비크에서의 남중부검은코뿔소의 상태는 불확실하다. 2008년 이후로 적어도 하나의 표본이 그곳에서 발견되었다.

## 개체 및 위협
지난 50년 동안, 남중부검은코뿔소의 개체수는 90%까지 감소했다. 1980년에는 9,090마리였지만 1995년에는 뿔을 노린 불법 밀렵의 물결로 개체수가 1,300마리로 줄었다. 그리고 나서 그들의 인구는 다소 회복하기 시작했다. 2001년까지 1,651마리로 증가했고 2010년까지 2,200마리였다(남아프리카 공화국에서는 1,684마리, 짐바브웨에서는 431마리, 그리고 다른 나라에서는 몇몇 표본이 있었다. 현재 그 수는 전체적으로 증가하고 있지만 지역적으로 감소하고 있다. 이 아종에 대한 주된 위협은 불법 밀렵이며, 최근 몇 년간 증가하고 있다.